# شهریار پارسی‌پور
شهریار پارسی‌پور (۱۹ خرداد ۱۳۳۰ – ۴ آبان ۱۳۸۴) کارگردان، نویسنده و بازیگر اهل ایران بود.

## زندگی
او همراه با بصیر نصیبی، ابراهیم وحیدزاده، ابراهیم فرورش، از بنیانگذاران سینمای آزاد ایران بود.او ۹ فیلم از سال ۱۳۴۵ در سینمای آزاد ساخت و در سال ۱۳۵۰ همکاری با تلویزیون را آغاز نمود. آنجا در سال ۱۳۵۲ فیلم داستانی بهار پشت پنجره را ساخت و پس از آن به ساخت فیلم‌های مستند پرداخت و از جمله در جریان انقلاب دوازده ساعت فیلم ۱۶ میلی‌متری از حوادث انقلاب گرفت. در سال ۱۳۶۷ به کمک جمعی از دوستانش دفتر سینمایی به نام دفتر آفتاب تأسیس کرد. وی برادر شهرنوش پارسی‌پور (نویسنده) بود. این کارگردان نخستین فیلم کوتاه خود در گروه سینمایی آزاد را در سال ۱۳۵۵ ساخت. پارسی‌پور در ادامه فعالیت‌های سینمایی خود ۲ فیلم بلند سینمایی و دو مجموعه تلویزیونی و یک فیلم تلویزیونی ساخت که نقش عشق (دربارهٔ زندگی و سلوک دو هنرمند نقاش) شناخته‌شده‌ترین اثر او و یکی از کارهای باارزش و ماندگار سینمایی ایران به‌شمار می‌رود.  شهریار پارسی‌پور در ۴ آبان ١٣٨۴ بر اثر سکته مغزی در خانه خود درگذشت.

## فیلم‌شناسی

### فیلم‌های سینمای آزاد
- دهمین...آخرین نگاه
- در اینجا تمام اندیشه است
- تخیلات یک قاتل
- زبان با عشق
- پرسه
- روز جوان

### سینمایی
- بهار پشت پنجره (۱۳۵۲ کارگردان)
- نقش عشق (۱۳۶۹ نویسنده بر اساس فیلمنامهٔ «همه تنهایی تنهایی …» نوشتهٔ هادی سیف و کارگردان)
- شانس زندگی (۱۳۷۰نویسنده و کارگردان)
- بهشت پنهان (۱۳۷۳ بازیگر)
- لژیون (۷۷–۱۳۷۳ بازیگر)

### تلویزیونی
- خانه متروک (۱۳۷۹)
- خانواده در ایران (۱۳۷۷ کارگردان یک قسمت به نام «دیدار دیار)
- مرگ در سکوت (۱۳۷۶ کارگردان)
- دایی جان ناپلئون (۵۶–۱۳۵۵ دستیار طراح)

### فیلم کوتاه
- سینما یک سبز است